# Stiletto (Künstler)
Stiletto Studios, kurz Stiletto, bürgerlich Frank Schreiner (* 1959 in Rüsselsheim), ist ein deutscher Autorendesigner des Neuen Deutschen Design.

## Leben

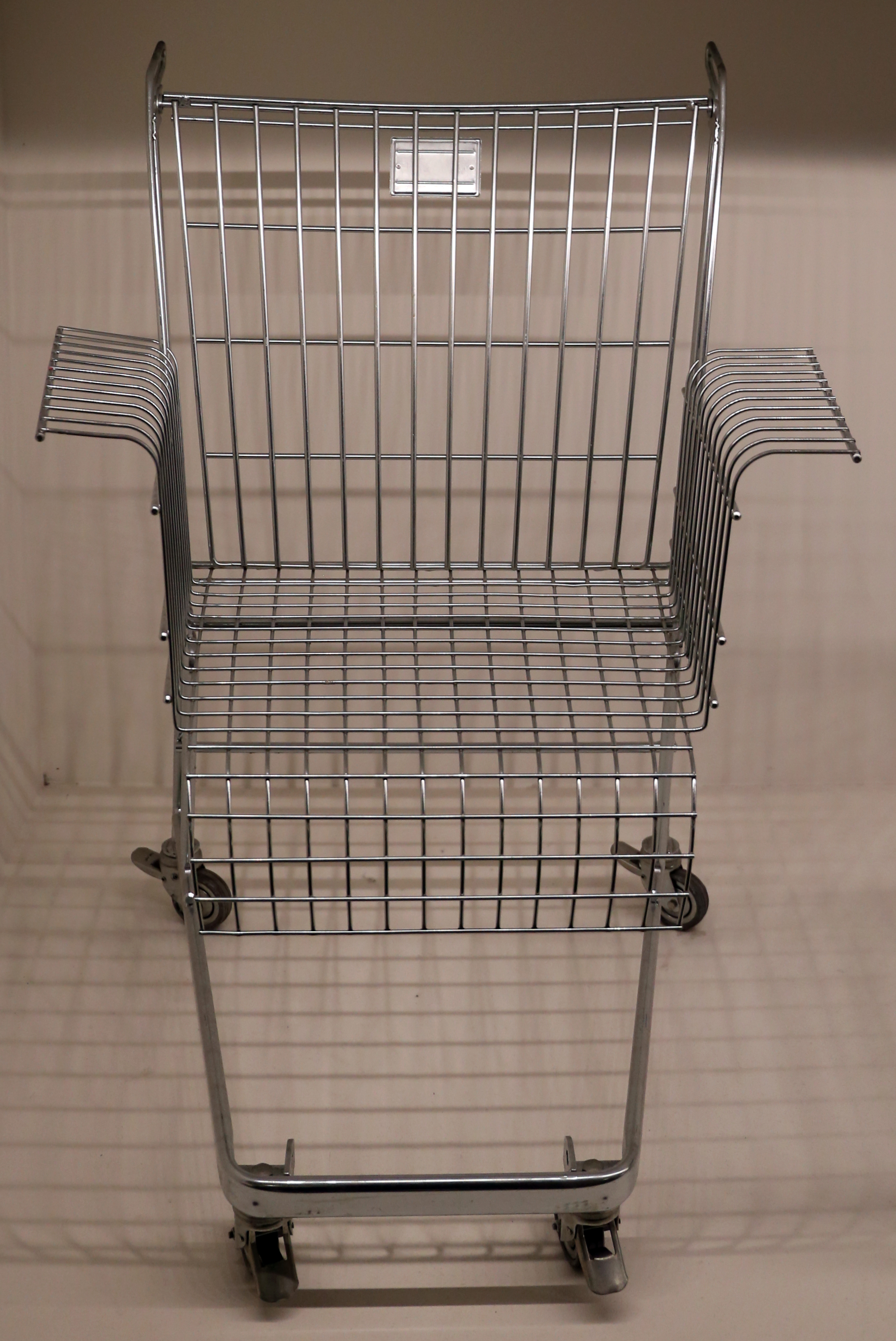
Stühle 1983

Von 1980 bis 1981 studierte Stiletto Maschinenbau an der TU Berlin. Von 1982 bis 1986 folgte ein Studium der visuellen Kommunikation an der Hochschule der Künste Berlin. Ab 1982 war er Teilnehmer und Mitveranstalter mehrerer neoistischer Festivals. 1988 war er Meisterschüler in der Klasse von Nam June Paik an der Kunstakademie Düsseldorf und Artist in Residence am MoMA PS1 in New York.
Sein künstlerischer Schwerpunkt lag ursprünglich auf der Verwendung von Büro-, Hobby- und Heimwerkertechnik für Mail Art, Copy Art, selbstverlegerische Künstlerbücher, Sofortbildkunst, No-Budget-Film, stereoskopische Fotografie und selbstentwickelte DIY-3D-Copygrafik, Bricolage-, AV- und später zeitweilig auch holografische Installationen.
Stilettos bekannteste Arbeit ist der Consumer’s Rest Lounge Chair von 1983, ein an Charles Eames’ Wire Chair und Harry Bertoias Diamond Chair angelehnter „umgedrehter“ Freischwinger-Drahtsessel, der als kritisch-ironische Designsimulation nach dem Prinzip des Objet trouvé aus einem durch minimale Eingriffe transformierten Supermarkt-Einkaufswagen entstand. Erstmals durch Veröffentlichungen des Designkritikers Christian Borngräber wurde Stiletto mit diesem und anderen Objekten ab 1985 als Künstler des Neuen Deutschen Designs bekannt.
Zuvor war Stiletto im Umfeld der Postpunk-Kultur des damaligen West-Berlin als Medienkünstler mit Kurzfilmen in der Experimentalfilmfestivalszene wie dem Internationalen Experimentalfilm Workshop Osnabrück präsent gewesen. Er filmte z. B. mit Super-8-Kameras, die von einem Aussichtsturm geworfen und dabei zerstört wurden (Camerakiller von 1984), oder mockumentierte eine Motorrad-Rennfahrt durch seine Ladenwohnung (FORMEL Super VIII von 1982, der 1983 mit einer zeitgleichen Motorradfahrt durch den Saal des Arsenal-Kinos auf dem Internationalen Forum des Jungen Films der Berlinale aufgeführt wurde).
Interaktive Rauminstallationen wie Kaffee Sendeschluß und TV-Diner, die unter anderem 1991 auf der Ars Electronica und 1994 in der Berliner Akademie der Künste gezeigt wurden, verbinden Kaffeehaus-artige Kommunikationsräume mit totaler, für die Gäste sowohl unmittelbar sichtbarer Videoüberwachung, als auch „unsichtbarer“ Audioüberwachung durch über den Tischen hängenden Mikrophonen, deren Präsenz durch eine camp-artige Tarnung mit billigen Plastik-Lampenschirmchen verblüffend wirksam verharmlost wurde. Die Videoinstallationen, ironisch „interpassiv“ genannt, konnten von Besuchern auch als „Speakers’ Corner“ genannte Video-Redetribünen für unzensierte sofortige Fernsehübertragungen durch den Offenen Kanal Berlin genutzt werden.
Seit den 1990er Jahren betreibt er hauptberuflich ein DESIGN VERTReiB genanntes Beleuchtungskörper-Bauunternehmen.

## Einzelausstellungen (Auswahl)
- 1987: Stiletto – Kraft durch Design, Prodomo, Wien,
- 1989: Stiletto Studios „FUNC“, Willoughby Sharp Gallery, New York City

## Ausstellungsbeteiligungen (Auswahl)
- 1986: Gefühlscollagen – Wohnen von Sinnen, Kunstmuseum Düsseldorf, Bonnefantenmuseum, Maastricht u. a.
- 1987: Möbel als Kunstobjekt, Künstlerwerkstatt Lothringerstrasse, München
- 1988: Les avant-gardes du mobilier: Berlin, Centre Georges Pompidou, Galerie Neotu, Paris (Katalogpublikation des Internationalen Design Zentrums, Berlin)[12]
- 1998–2009: bewußt, einfach, Vitra Design Museum, Weil am Rhein u. a., weltweite Wanderausstellung des ifa (ifa-eigene Katalogpublikation erschienen)
- 2012: Century of the Child: Growing by Design, 1900–2000, Museum of Modern Art (MoMA), New York City (Katalog Thames & Hudson Verlag, London 2012, ISBN 978-0-87070-826-8)[13]
- 2014–2015: Schrill Bizarr Brachial. Das Neue Deutsche Design der 80er Jahre, Bröhan-Museum, Berlin
- 2017–2018: Driven by German Design, im Rahmen von Germany Qatar 2017 – Year of Culture, Auswärtiges Amt, Goethe-Institut, Volkswagen Group und Qatar Museums, Al Riwaq Gallery, Doha, Katar[14][15]

## Ausstellungsgestaltung, Kunstprojektentwicklungen, Installationen und Kuratorentätigkeit (Auswahl)
- 1991: prodomo Design Hospital, Projektinitiator, Kurator und Teilnehmer (von Stiletto eingeladene weitere Teilnehmer: Art d’Ameublement, Käthe Be, Kain Karawahn, Paul Lincoln, X99), Prodomo, Wien (prodomo-eigene Katalogpublikation erschienen)
- 1991: TV-Diner, Out of Control (zusammen mit Kerstin Quitsch, Art d’Ameublement = Rena Tangens und padeluun, Käthe Be, Kain Karawahn, Paul Lincoln, X99 u. v. a. Künstler), Ars Electronica, Linz (Katalog ISBN 3-85329-907-5)[16][17][18]
- 1992: Motorräder aus Zschopau – Das Sichtbarmachen des Vorhandenen, Projektleitung zu Ausstellung, Werkstattperformanceevent und Podiumsdiskussion; Veranstalter und Ausstellungsort im Rahmen der Design Horizonte: Rat für Formgebung, Frankfurt/Main
- 1994: Kaffee Sendeschluß im TV-Hospital, zweimonatige Kaffeehaus-Installation mit täglich fünfzehnstündiger überwachungskamerabasierter Dauerbild- und -tonübertragung über ISDN in das Berliner Kabelfernsehnetz via Offener Kanal; Projektinitiator, Kurator und Redakteur (von Stiletto eingeladene weitere Teilnehmer: Jeder, der wollte oder es nicht merkte, auf Sendung zu sein; außerdem: Kerstin Quitsch, tENTATIVELY, a cONVENIENCE, Axel Jagemann († 2016) It´s a Bollerman´s World, The International Funny Farm = Laura Kikauka und Gordon Monahan u. v. a. Künstler und Störenfriede), im Rahmen von X94 – Junge Kunst und Kultur, Akademie der Künste am Hanseatenweg, Berlin (Katalog ISBN 3-929139-56-1)[7]
- 1996–1997: „Gsellmann´sche Weltmaschine“, stereoskopische Fotoinstallation, gemeinsam mit P. Russek, zur Ausstellung Austria im Rosennetz von Harald Szeemann, Museum für angewandte Kunst (Wien), Kunsthaus Zürich, Palais des Beaux-Arts de Bruxelles

## Vorträge, Workshops und Performances (Auswahl)
- 1988: Workshop auf dem Festival of Plagiarism an der Hochschule für Bildende Künste Braunschweig[19]
- 1992: Motorräder aus Zschopau – Das Sichtbarmachen des Vorhandenen, Werkstattperformanceevent und Podiumsdiskussion; Veranstalter und Ausstellungsort im Rahmen der Design Horizonte: Rat für Formgebung, Frankfurt/Main
- 2001: „Design – Problem oder Lösung?!“ Laudatio von Stiletto zur Verleihung des Designpreis Rheinland-Pfalz 2001[20]
- 2013: „Kritisches zur Lampenindustrie und Praktisches zur Lichtqualität“, Public Domain 161, Digitalcourage e. V., Bunker Ulmenwall, Bielefeld[21]
- 2010, 2016: designkritische Vorträge auf Einladung des Verbands Deutscher Industriedesigner (VDID) in Stuttgart und Berlin[22][23]

## Filmographie (Auswahl)
- FORMEL Super VIII, Experimental-Dokumentar-Kurzfilm eines Motorradrennens durch Stilettos Ladenwohnung mit einer Soundcollage aus einer martialischen Rundfunkmoderation eines Automobilrennens auf dem Nürburgring, dem Großen Preis von Deutschland von 1932, separat auf Musikkassette geschnitten (später auf Kopie auf Tonspur angelegt); Super 8, Farbe, Ton, 1:20 min, 1982[5]
- Über Nacht berühmt, Mail Art-Super8-Filmkompilation, 46 45-Sekunden-Kurzfilm- und Trailer-Beiträge von Robert Quitta, Jörg Buttgereit, Dietmar Brehm, Unternehmen von der Hand in den Mund, Peter Tscherkassky, Michael Krause, Hans Dieter Huber, Michael Brinntrupp, Boris Nieslony, Stiletto, Anarchistische GummiZelle, Lisl Ponger (in der Reihe der Beitragsabfolge) u. v. a., Konzept und Koproduktion stiletto studios, Super 8, Farbe, Ton, 34 min, 1983[24]
- DIY-Filmentwicklungen[25], Filmtricks und eigene Jesuswunder-Filmepisoden: Blindenheilung (Co-Regie, Kamera, Effekte), 1:30 min; Jesus und die Fischer (Drehbuch, Regie, Kamera, Schnitt, Darsteller, Spezialeffekte: Wandeln über das Wasser), 4:21 min; Die wundersame Brotvermehrung (Drehbuch, Regie, Kamera, Animationseffekte, Schnitt), 1:47 min; Einzug in Jerusalem (Darsteller, Stop-Motion-Effekte), 3:18 min; Das letzte Abendmahl (Darsteller, Effekte), 7:15 min; alle für Jesus – Der Film, Episoden-„Monumentalfilm auf Super-8“, initiiert von Michael Brynntrup, Super 8, s/w, Ton, 127 min, 1986[5]

## Veröffentlichungen (Auswahl)
- Über Nacht berühmt (Hrsg.), 45Sekunden-Super8-Filmmagazin, Eigenverlag, Berlin 1983[26][27]
- Brennholzdesign, ein philosophischer Dialog mit dem Anarchodesigner und Politkünstler Christian Specht über „Bastel-Kunst“, in: Christian Borngräber (Hrsg.): Berliner Design-Handbuch, Merve Verlag, Berlin 1987, ISBN 3-88396-055-1, S. 83–88.[28]
- prodomo Design Hospital (Red.), Hrsg.: Peter Teichgräber, Kunstkatalog Nr. 13, Prodomo, Wien 1991
- Mythos Motorrad – zum Design der wundersamen Zweitakter aus Zschopau in Design Horizonte, Frankfurt/Main 1992
- Motorräder aus Zschopau in Gummikuh – MZ Extra, Gummikuh-Verlag, Bremen 1992, S. 19–21
- Der offene Kanal als Fernsehhospital in: Hochschule für Künste Bremen (Hrsg.): Positionen zur Gestaltung, Hochschule für Künste, Bremen 1995, ISBN 978-85-93719-56-1; sowie in: Durchblick Nr. 11, Zeitschrift des Offenen Kanals Berlin, II/1994
- Wenn gar nichts mehr geht – einfach weiterfahren. MZ. in Günter Höhne (Hrsg.): Die geteilte Form, Deutsch-deutsche Designaffären 1949–1989, Fackelträger Verlag, Köln 2009, ISBN 978-3-7716-4421-5, S. 61–71

## Werke in öffentlichen Sammlungen (Auswahl)
- Archiv der Avantgarden, Dresden: Short Rest (Multiple), u. a.[29]
- Centre national des arts plastiques, Paris, Frankreich[30]: Consumer’s Rest Lounge Chair (Multiple), Honda (Deckenleuchte), Satellight (Multiple), Short Rest (Multiple), Ferro Armato (Schmiedeplastik)
- Cooper-Hewitt Museum, New York City[31]: Champ (Multiple), Consumer’s Rest Lounge Chair (Multiple)
- Die Neue Sammlung, München und Nürnberg: Consumer’s Rest Lounge Chair (dekonstruktive Designstudie), Freizwinger (dekonstruktive Designstudie)[32], Glühwürmchen (Steckerleuchte), Hüben wie Drüben (Fotoobjekt)[33], u. a.
- Kestner-Museum, Hannover: Short Rest (Multiple), u. a.
- Kunstgewerbemuseum Berlin: Consumer’s Rest Lounge Chair (Multiple)[34], Dreischwinger (dekonstruktive Designstudie), u. a.
- Museum Angewandte Kunst, Frankfurt am Main: Ferro Armato (Schmiedeplastik)[35], Glühwürmchen (Steckerleuchte)
- Museum für angewandte Kunst, Köln: Consumer’s Rest Lounge Chair (Multiple)[36]
- Nationalmuseum für Kunst, Architektur und Design, Oslo, Norwegen: Consumer’s Rest Lounge Chair (Multiple)[37]
- Victoria and Albert Museum, London: Consumer’s Rest Lounge Chair (Multiple)[38]
- Vitra Design Museum, Weil am Rhein: Consumer’s Rest Lounge Chair (dekonstruktive Designstudie), Consumer’s Rest Lounge Chair (Multiples), Satellight (Multiple), Short Rest (Multiple), Panton (Geräusch- und Klangskulptur)[39],  u. a.

## Ausstellungskataloge und Projektdokumentationen (Auswahl)
- Volker Albus, Michel Feith, Rouli Lecatsa, Wolfgang Schepers, Claudia Schneider-Esleben [Hrsg.]: Gefühlscollagen – Wohnen von Sinnen. DuMont Verlag, Köln 1986, ISBN 3-7701-1928-2, („Consumer’s Rest“ von Stiletto als Titelmotiv u. v. a. Abb. und Erwähnungen im Buch).
- Kulturreferat der Landeshauptstadt München [Hrsg.]: Möbel als Kunstobjekt. Verlag Dr. C. Wolf und Sohn, München 1987, ISBN 978-3-922979-29-6, („Satellight“ von Stiletto als Titelmotiv u. v. a. Abb. und Erwähnungen im Buch).
- Peter Teichgräber [Hrsg.]: Stiletto – Kraft durch Design. Kunstausstellungskatalog Nr. 5, Prodomo, Wien 1987.[40]
- Michael Brynntrup: Jesus – Der Film – Das Buch. Verlag Vorwerk 8, Berlin 2014, ISBN 978-3-940384-58-4, S. 11ff., 24ff., 39ff., 42ff., 44ff., 62ff., 81ff., 88ff., 89ff., 108ff., 112ff., 150–151ff., 185ff., 237, 242–245 (Stilettos Episoden „Blindenheilung“ und „Jesus und die Fischer“), 252–253.[5]
- Tobias Hoffmann et al. [Hrsg.]: Schrill Bizarr Brachial. Das Neue Deutsche Design der 80er Jahre. Wienand Verlag, Köln 2014, ISBN 978-3-86832-244-6, S. 41, 45, 64, 71, 96, 144–147, 158, 165, 171, 180–181, 183, 200–209 (Abschnitt „Stiletto: Ambivalenz und Polyvalenz“ in Kapitel „Rebellion durch Kunst“, Tobias Hoffmann).